# MTV Video Music Awards Japan 2006
Los MTV Video Music Awards Japan 2006 fueron cnducidos por Hayami Mokomichi y Hisamoto Masami. Esta es la 5º vez que se transmiten los premios.

## Actuaciones
- AI
- Def Tech
- Hoobastank
- John Legend
- Kelly Rowland
- Kumi Kōda
- Remioromen
- Rihanna
- SE7EN

## Video del Año
- Gorillaz — "Feel Good Inc."
- Madonna — "Hung Up"
- Kumi Kōda — "Butterfly"
- Oasis — "Lyla"
- Ketsumeishi — "Sakura"

## Álbum del Año
- The Black Eyed Peas — Monkey Business
- Mr.Children — I Love You
- Orange Range — Natural
- Oasis — Don't Believe The Truth
- Ketsumeishi — Ketsunopolis 4

## Mejor Video Masculino
- Hyde — "Countdown"
- 50 Cent con Olivia — "Candy Shop"
- Jack Johnson — "Sitting, Waiting, Wishing"
- Kanye West — "Diamonds From Sierra Leone"
- Ken Hirai — "Pop Star"

## Mejor Video Femenino
- Madonna — "Hung Up"
- Kumi Kōda — "Butterfly"
- Mariah Carey — "We Belong Together"
- Namie Amuro — "WoWa"
- Mika Nakashima — "Glamorous Sky"

## Mejor Video de Grupo
- The Black Eyed Peas — "Don't Phunk With My Heart"
- Def Tech — "Konomama"
- Oasis — "Lyla"
- Orange Range — "Kizuna"
- Tokyo Jihen — "Shuraba"

## Mejor Artista Nuevo en un Video
- Def Tech — "Konomama"
- Ayaka — "I Believe"
- High and Mighty Color — "Over"
- Kaiser Chiefs — "I Predict a Riot"
- Rihanna — "Pon De Replay"

## Mejor Video Rock
- Asian Kung-Fu Generation — "World Apart"
- Coldplay — "Speed of Sound"
- Ellegarden — "Red Hot"
- Green Day — "Boulevard Of Broken Dreams"
- Sambomaster — "Sekaiha Sorewo Aito Yobunda Ze"

## Mejor Video Pop
- Ayumi Hamasaki — "Fairyland"
- The Black Eyed Peas — "Don't Phunk With My Heart"
- Gwen Stefani — "Hollaback Girl"
- Kaela Kimura — "Rirura Riruha"
- Remioromen — "Konayuki"

## Mejor Video R&B
- AI — "Story"
- Mariah Carey — "We Belong Together"
- Crystal Kay — "Kirakuni"
- Craig David — "All The Way"
- Destiny's Child — "Stand Up For Your Love"

## Mejor Video Hip-Hop
- 50 Cent con Mobb Deep — "Outta Control"
- Kayne West con Jamie Foxx — "Gold Digger"
- Kreva — "Issaigassai"
- Teriyaki Boyz — "HeartBreaker"
- Zeebra — "Street Dreams"

## Mejor Video Reggae
- Daddy Yankee — "Gasolina"
- Sean Paul — "We We Burnin'"
- Fireball — "Kishitohishito"
- Jumbomaatch con Takafin, Boxer Kid y Mighty Jam Rock — "Brand New Style Hi-Fi"
- Shonan No Kaze — "Karasu"

## Mejor Video Dance
- Gorillaz — "Feel Good Inc."
- Madonna — "Hung Up"
- M-Flo Loves Emyli y Diggy-Mo — "Dopamine"
- New Order — "Krafty"
- Towa Tei con Kylie Minogue — "Sometime Samurai"

## Mejor Video de una Película
- Amerie — "1 Thing"
- Mika Nakashima — "Glamorous Sky"
- Yuna Itō — "Endless Story"
- Tamio Okuda — "Toritsu Baa"
- Toshi Kubota — "Kimino Soba Ni"

## Mejor Colaboración
- Bow Wow con Omarion — "Let Me Hold You"
- Crystal Kay x Chemistry — "Two As One"
- Glay x Exile — "Scream"
- Hotei x Rip Slyme — "Battle Funkatic"
- Missy Elliott con Ciara y Fat Man Scoop — "Lose Control"

## Best buzz ASIA

### Japón
- Kumi Kōda — "Trust You"
- Mika Nakashima — "Amazing Grace 05"
- Chemistry — "Almost In Love"
- L'Arc~en~Ciel — "Jojoushi"
- Yo Hitoto — "Pinwheel"

### Corea
- SE7EN — "Start Line"
- Buzz — "Coward"
- Tei — "Love is...one"
- Clazziquai Project — "Hold Your Tears"
- Joosuc con Lim Jung Hee — "Hip Hop Music"

### Taiwán
- Jay Chou — "Hair Like Snow"
- Cyndi Wong — "Honey"
- Kelly Chan — "Short News"
- F.I.R — "Thousand Years Love"
- Nicholas Tse — "Song Of The Brave"

## Premios Especiales
- Premio Legenda:  Michael Jackson
- Premio a la Inspiración:  Destiny's Child
- Cantautor más Influente del Año:  John Legend
- Mejor Director:  Yasuyuki Yamaguchi
- Mejores Efectos Especiales en un Video:  Soul'd Out — "Iruka"

- Datos: Q795351